# Matei Krupensky
Matei Krupensky (n. 11 ianuarie 1775 – d. 24 septembrie 1855) a fost un viceguvernator al Basarabiei, frate cu Teodor Krupensky și membru al familiei Krupensky. 
Tânăr inteligent și îndrazneț, el a primit o educație bună, vorbea cinci limbi, știa să mânuiască condeiul. În 1812 a primit gradul de consilier de curte, iar pentru a-și consolida legăturile pleacă la Sankt-Petersburg unde, în 1814, s-a căsătorit cu Ecaterina Comneno, fiica generalului Hristofor Comneno, educată la Institutul Smolnîi, patronat de țarină. 
În 1816, Matei a fost avansat în funcția de vice-guvernator al Basarabiei, însă se va retrage din funcție din motive de sănătate la 16 octombrie 1823. Conform lui Ion Pelivan, generalul Mihail Voronțov, guvernatorul de atunci, a inițiat o anchetă pe numele lui Matei Krupensky, în urma căreia s-a constatat că acesta din urmă a delapidat o sumă de 4.000.000 lei din departamentul pe care îl conducea, astfel că a fost forțat să-și dea demisia de bunăvoie. 
În timpul exilului lui Pușkin la Chișinău, poetul va vizita de nenumărate ori casa vice-guvernatorului, unde va petrece multe seri la jocul de cărți. Caracterul nesuferit al soțului o va sili pe Ecaterina să-l părăsească, ea plecând la fiica lor, Maria, pentru a se stabili în județul Neamț. 
Matei moare în singurătate la 24 septembrie 1855.

## Legături externe
- Români de peste hotare Arhivat în 23 septembrie 2015, la Wayback Machine.. Wikipedia - Books LLC.